# الفضل بن نوبخت
أبو سهل الفضل بن نَوْبخت فارسي الأصل، ومن كبار مترجمي بيت الحكمة البغدادي، وقد تولى إدارته أيام هارون الرشيد.

## سيرته
الفضل بن نوبخت أحد مشاهير أئمة المتكلمين، وذكر في كتب المتكلمين، واستوفي نسبه من ذكره كمحمد بن إسحاق النديم وأبي عبد الله المرزباني. كان الفضل في زمن هارون الرشيد صاحب خزانة كتب الحكمة، وكان قد تولى مهمة الترجمة والنقل من الفارسية إلى العربية. من مؤلفات الفضل: كتاب النمهطان في المواليد، كتاب الغال النجومي، كتاب المواليد، كتاب المدخل، كتاب تحويل سيء المواليد، كتاب التشبيه والتمثيل، كتاب المنتحل من أقاويل المنجمين في الأخبار والمسائل والمواليد. ذكره ابن النديم في علماء النجوم والهندسة في كتابه الفهرست وقال:
| الفضل بن نوبخت | أبو سهل الفضل بن نوبخت، فارسي الأصل، وقد ذكرت نسب آل نوبخت في كتاب المتكلمين واستقصيته، و كان في خزانة الحكمة لهارون الرشيد، و لهذا الرجل نقل من الفارسي إلى العربي، و معوله في علمه على كتب الفرس، و له من الكتب: كتاب النهمطان في المواليد، كتاب الفأل النجومي، كتاب المواليد مفرد، كتاب تحويل سند المواليد، كتاب المدخل، كتاب التشبيه والتمثيل، كتاب المنتحل من أقاويل المنجمين في الاخبار والمسائل والمواليد وغيرها | الفضل بن نوبخت |

.